# Вільгельм де Вілларе
Вільгельм (Гійом) де Вілларе (фр. Guillaume de Villaret; бл. 1235 — 9 червня 1305) — 23-й великий магістр ордену госпітальєрів у 1296—1305 роках.

## Життєпис
Походив зі старовинного шляхетського роду Вілларе з Жеводанського графства (Лангедок). Його родичі обіймали різні посади в ордені госпітальєрів. Замолоду став його членом. 1266 року призначається інтендантом ордену. З 1269 року став лейтенантом пріороства абатства Сен-Жиль. 1270 очолив останнє, перетворивши цю посаду на одну із вагоміших в ордені, завдяки дипломатичним зв'язкам з Папським престолом та провідним правителями Європи.
1274 року призначається папою римський Григорієм X ректором (регентом) Венессенського графства в Провансі. Перебував на посаді до 1287 року. 1275 року прийняв новий статус графства. 1277 року став радником Карла I, короля Сицилії. Потім став радником наступного короля — Карла II
На всіх посадах виявив адміністративні здібності, його керівництво відрізнялося суворістю і справедливістю. Ймовірно належав до тих братчиків, що на капітулах 1291 і 1292 років підтримували ідею перенесення резиденції ордену до Італії або Провансу.
1295 року спільно з Бертраном де Каламандраною, великим командором заморських земель, виступив проти великого магістра Одона де Пена, запропонувавши заходи з обмеження повноважень останнього. Вільгельм діяв в Європі, а його союзник — на Кіпрі. Втім Папський престол не підтримав дії де Вілларе. Протистояння завершилося смертю 1296 року де Пена. Новим великим магістром було обрано Вільгельма де Вілларе.
Деякий час керував орденом, перебуваючи в Провансі. Невдовзі створив пріорат Фіо в Кверсі, очільницею якого поставив брата Журдена де Вілларе. В його планах було перенесення управління орденом до Провасну, плануючи 1297 року провести генеральний капітул в Марселі. Це викликало загальне невдоволення, наслідком якого могло стати втрата посади великого магістра. З огляду на це запланував новий генеральний капітул в Авіньйоні на 1300 рік. Втім це суперечило статуту. Наслідком цьому стало протистояння з орденським лицарством. Зрештою де Вілларе змушений був поступитися й 5 листопада 1300 року провести капітул в Лімасолі на Кіпрі.
1300 року уклав союз з Хетумом II, королем Кілікії, та ільханом Газан-ханом. В планах було повернення земель в Сирії. Невдовзі відправив у похід флот госпітальєрів, що діяв спільно з тамплієрами і кіпрським королем. В результаті було пограбовано Олександрію в Єгипті. За цим відправлено загін у 300 лицарів на допомогу Кілікії. 1301 року на генеральному капітулі було встановлено поділ ордену на 7 «мов» (провінцій) — Франція, Овернь, Прованс, Арагон, Італія, Англія та Німеччина. Того ж року було пограбовано Тортосу в Сирії. Також надано допомогу залозі хрестоносців на о.Арвад, останній базі в Палестині. Проте Арвад впав 1303 року.
1303 року підтримав кіпрського короля Генріха II проти його брата Гі, що підняв повстання. Ці дії викликали ненависть місцевого населення. Для отримання самостійних дій великий магістр вирішив придбати острів Родос, куди перенести резиденцію ордену. Проте не встиг втілити задум, померши 1305 року в Лімасолі. Його наступником став небіж Фульк де Вілларе.